# حج (سوره)

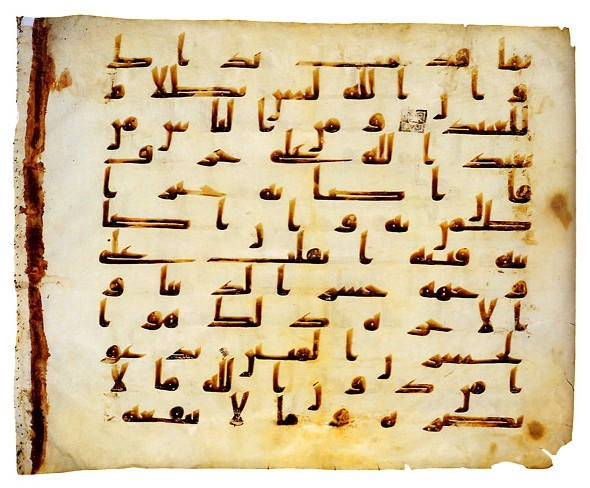
نسخه خطی آیات ۹ تا ۱۱ سوره حج از مصحف عثمان به خط کوفی متعلق به قرن ۸ میلادی که در تاشکند ازبکستان نگهداری می‌شود.

سورهٔ حج سورهٔ ۲۲ام قرآن است، ۷۸ آیه دارد و سوره‌ای مدنی است؛ گرچه در مورد مکی یا مدنی بودن آن در میان مفسران اختلاف وجود دارد. این سوره به دلیل آنکه برخی از آیاتش در مورد حج است به این نام خوانده می‌شود. برخی مباحث این سوره مانند حج و جهاد همانند سوره‌های مدنی و برخی دیگر از مباحث آن مانند مبدأ و معاد و مبارزه با شرک شبیه سوره‌های مکی است. از مباحث دیگر این سوره، دعوت به نماز، زکات، توکل به خدا و امر به معروف و نهی از منکر است.